# Épagny (Côte-d'Or)
Épagny é uma comuna francesa na região administrativa da Borgonha-Franco-Condado, no departamento de Côte-d'Or. Estende-se por uma área de 12,06 km². Em 2010 a comuna tinha 318 habitantes (densidade: 26,4 hab./km²).